# Falscher Zinnober-Täubling
Der Falsche Zinnober-Täubling oder Rosarote Täubling (Russula lepidicolor) ist ein Pilz aus der Familie der Täublingsverwandten. Es ist ein sehr seltener Täubling mit rotem bis dunkelrotem Hut, weißlichen Lamellen und mildem Geschmack, der nahe mit dem Netzflockigen Rosa-Täubling (Russula rosea) verwandt ist. Sein Fleisch färbt sich mit Sulfovanillin typisch eosinrot an.

## Merkmale

### Makroskopische Merkmale
Der Hut ist 5–7 (10) cm breit, zuerst gewölbt dann ausgebreitet. Manchmal ist der Hut auch nabelförmig vertieft. Er ist ziemlich fest und fleischig, doch später deutlich weicher. Der Rand ist stumpf, oft eingerollt, glatt und manchmal unregelmäßig gelappt. Die Huthaut ist angewachsen, bei Feuchtigkeit kann sie schmierig glänzen, bei Trockenheit ist sie eher matt. Am Rand ist sie fast runzelig, manchmal nahezu konzentrisch, wie beim Rotstieligen Leder-Täubling. Der Hut ist lebhaft karminrot gefärbt, manchmal fast purpurn. In der Mitte kann er auch dunkelrot bis purpurschwarz gefärbt sein. Oft blasst die Hutfarbe cremefarben oder ocker aus.
Die ziemlich dichtstehenden, weißlich bis hell cremefarbenen Lamellen stehen recht dicht. Sie sind 4–10 mm hoch, oft weich oder zerbrechlich, an der Basis mehr oder weniger queradrig verbunden und zum Rand hin stumpf. Auch das Sporenpulver ist weißlich und neigt nicht zum Gilben.
Der weiße oder meist einseitig leicht rosa überlaufene Stiel ist (3) 5–8 (10) cm lang und 1–2 (3) cm breit und fast zylindrisch bis leicht keulig geformt. Er ist jung ziemlich fest, aber später innen oft schwammig ausgestopft. Zumindest im Alter ist er runzelig. Die Stielspitze ist niemals netzig-flockig bereift.
Das fast geruch- und geschmacklose Fleisch ist fest und weiß, außer unter der Huthaut. Im Inneren kann es manchmal etwas schmutzig weiß sein, wie beim Ockerblättrigen Zinnober-Täubling. Die Guajakreaktion ist schwach und langsam, mit Eisensulfat verfärbt sich das Fleisch schmutzig rosa-grau. Besonders Trockenmaterial färbt sich mit Sulfovanillin intensiv rot an.

### Mikroskopische Merkmale
Die Sporen sind 6,5–8 (8,5) µm lang und 5,5–6,5 (7) µm breit und haben ein feines, warzig-gratiges und teilweise netziges Ornament. Die 8,5–11 µm breiten Zystiden sind meist spindelförmig und mit 40–60 µm Länge recht kurz. Sie haben oft gelbliche Einschlüsse und reagieren nur schwach mit Sulfobenzaldehyd. Die Basidien sind 30–50 µm lang und 8,5–11 µm breit.
Die Huthaut enthält keine Dermatozystiden und variabel geformte 2–4 (5) µm breite Hyphen-Endzellen, die verzweigt, stumpf oder selten verschmälert oder keulig sein können. Mitunter sind sie auch gewunden oder leicht kopfig. Die 5–6 (8) µm breiten Primordialhyphen sind zylindrisch bis keulig und haben eine grobe, nur wenig feste Inkrustation, die bis zu 3 (5) µm dick ist.

## Artabgrenzung
Eine gewisse Ähnlichkeit hat der Kleine Rosa-Täubling (Russula minutula), der aber meist viel kleiner ist und dessen Hut nur selten bis zu 4 cm breit wird.
Auch der Netzflockige Rosa-Täubling (Russula aurora) kann ähnlich sein, die Huthaut glänzt aber stärker, ist insgesamt heller gefärbt und ist leichter abziehbar.
Am ähnlichsten ist der Harte Zinnober-Täubling (Russula rosea), der das gleiche Erscheinungsbild hat. Er lässt sich durch seinen zedernholzartigen Geruch und den bitteren Mentholgeschmack unterscheiden. In der Huthaut lassen sich bei ihm Pileozystiden nachweisen.

## Ökologie und Verbreitung

Europäische Länder mit Fundnachweisen des Falschen Zinnober-Täublings.
Legende:
Länder mit Fundmeldungen
Länder ohne Nachweise
keine Daten
außereuropäische Länder

Der Rosarote Täubling ist eine seltene, europäische Art, die wohl überwiegend in West- und Mitteleuropa verbreitet ist. Sie ist aber überall selten, aus Großbritannien und den Niederlanden sind nur wenige Einzelfunde bekannt. In Nord- und Südeuropa scheint die Art ganz zu fehlen.
In Deutschland wurde sie vereinzelt im Saarland, Baden-Württemberg und Bayern gefunden, nördlich des Mains scheint sie ganz zu fehlen.
Der Täubling kann als Mykorrhizapilz mit verschiedenen Laubbäumen eine symbiotische Partnerschaft eingehen. In Deutschland scheint er dabei Hainbuchen und Rotbuchen zu bevorzugen. In Frankreich findet man ihn auch unter Esskastanien. Auf der Roten Liste der gefährdeten Arten Deutschlands wird er in die Gefährdungskategorie RL 2 eingestuft.

## Systematik

### Infragenerische Systematik
Der Falsche Zinnober-Täubling  wird von Bon in die Untersektion Roseinae gestellt, die ihrerseits innerhalb der Sektion Lilaceae (Incrustatae) steht. Die Untersektion enthält meist große oder mittelgroße Arten, mit roten, rosa oder weißlichen Hüten, die oft bereift sind. Der Stiel ist weiß oder rosa überhaucht und färbt sich mit Sulfovanillin oder Sulfobenzaldehyd rötlich. Der Geschmack ist mild, mitunter aber auch bitter.

## Bedeutung
Der Falsche Zinnober-Täubling ist essbar, aber aufgrund seiner Seltenheit zu schonen.